# Afganos cristianos
Los Afganos Cristianos son una comunidad religiosa de quienes se han convertido del Islam al Cristianismo. Hasta recientemente no han recibido mucha atención internacional hasta el arresto de Abdul Rahman por apostasía llevando a la luz esta pequeña pero muy activa minoridad de la población de Afganistán.
Ellos son una comunidad organizada de Afganos Cristianos quienes han usado programas de radio como la Radio Afgana y un programa de televisión semanalmente, "Voz de Cristo" (آواز مسيح) y otros sitios web en inglés y en lengua Dari. Hussain Andaryas, un Afgano Cristiano, fue el primero en lanzar un sitio web en lengua Dari en 1996.